# Первобытное искусство Нижнего Приамурья

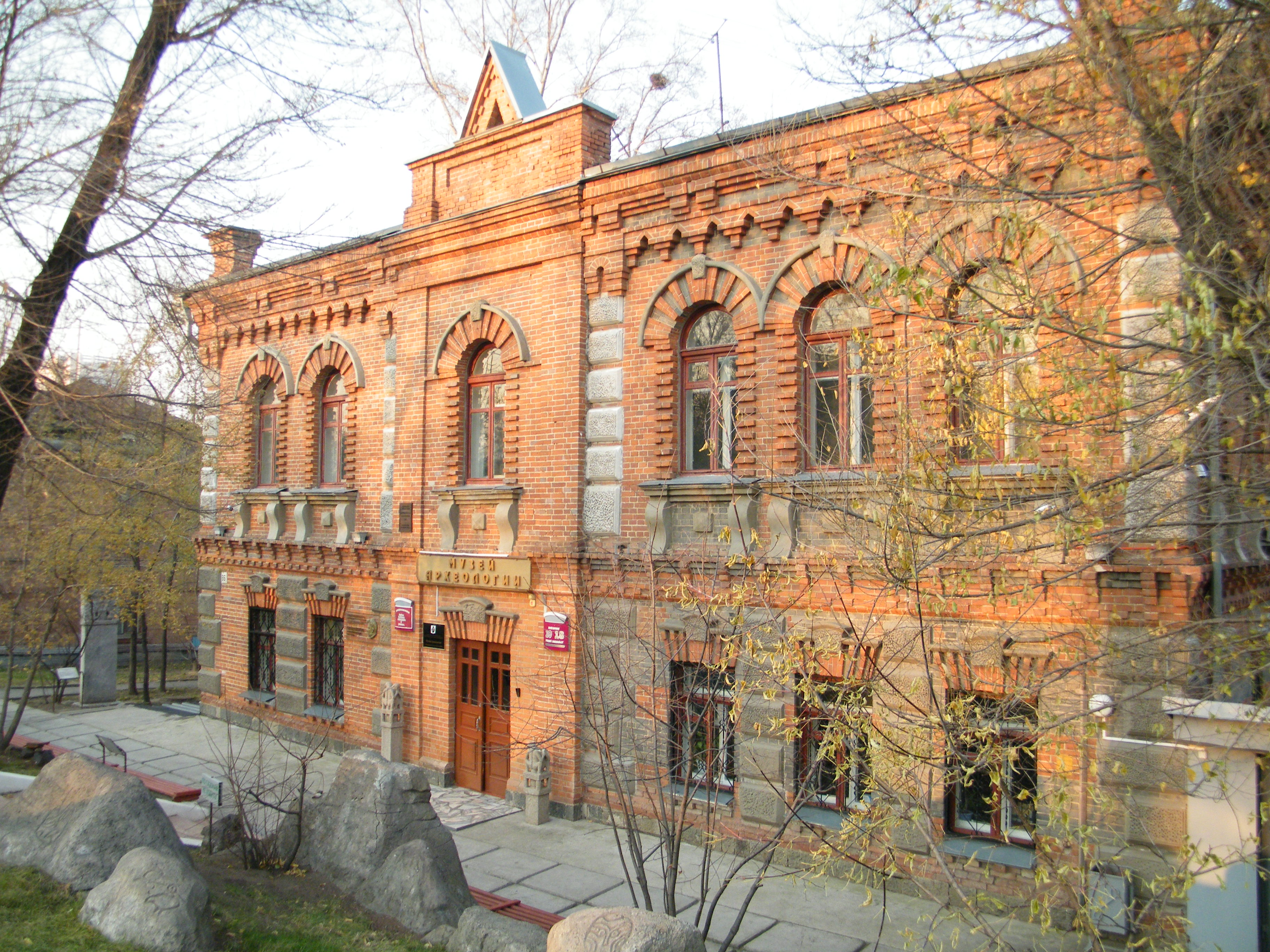
Музей археологии, г. Хабаровск

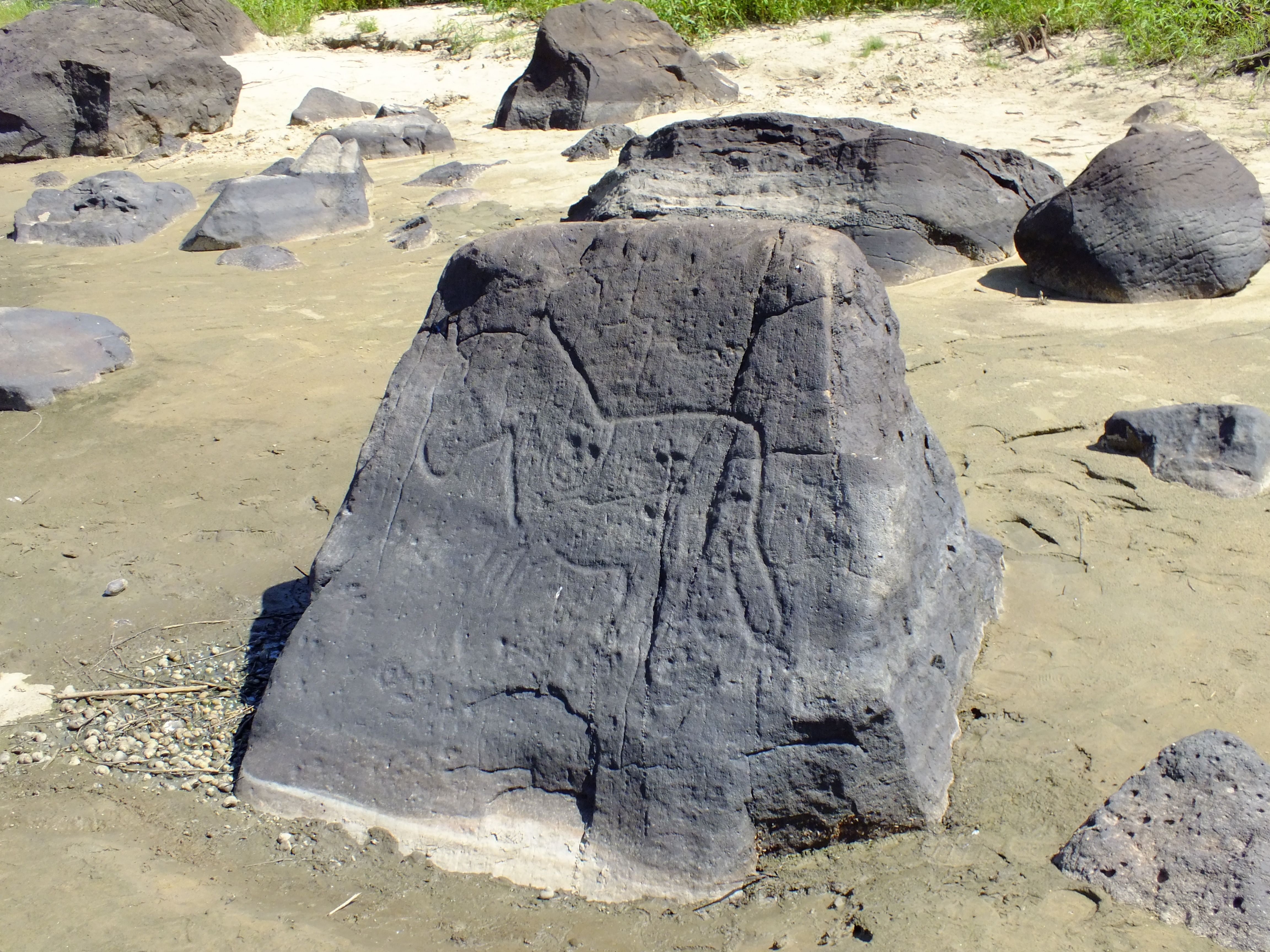
Петроглифы Сикачи-Аляна.
Лошадь.

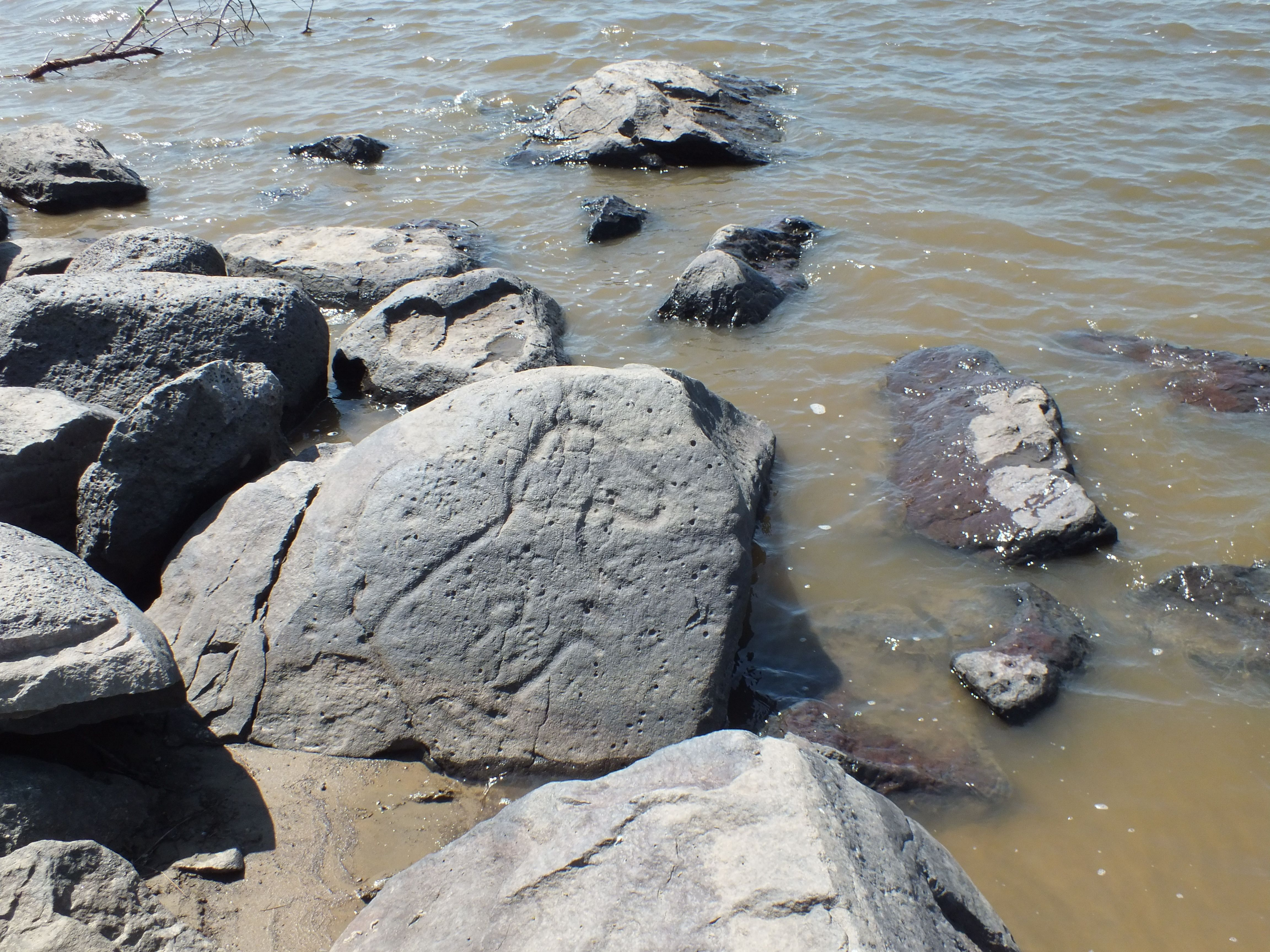
Петроглифы Сикачи-Аляна.
Лошадь.

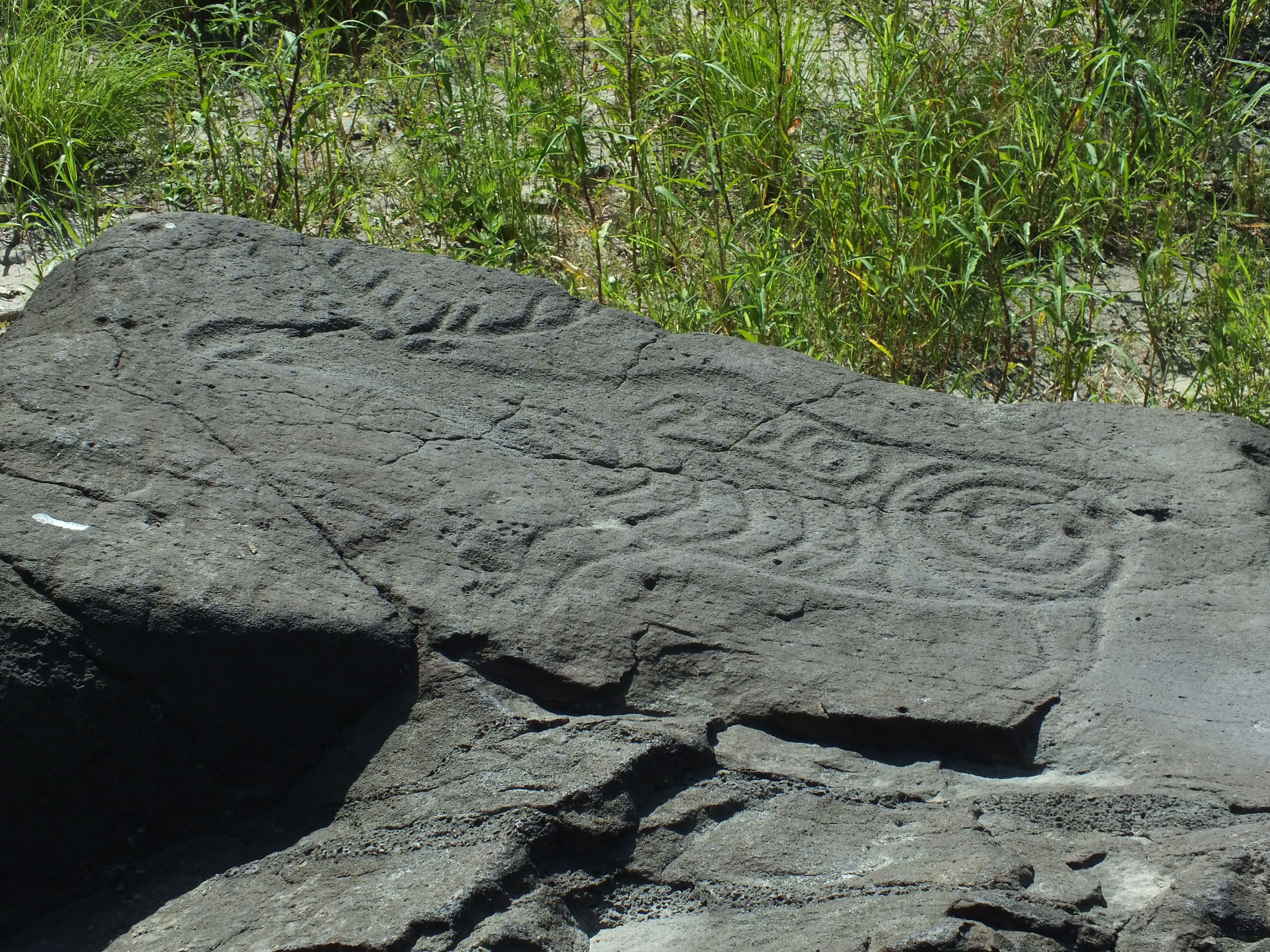
Петроглифы Сикачи-Аляна.
Лось.

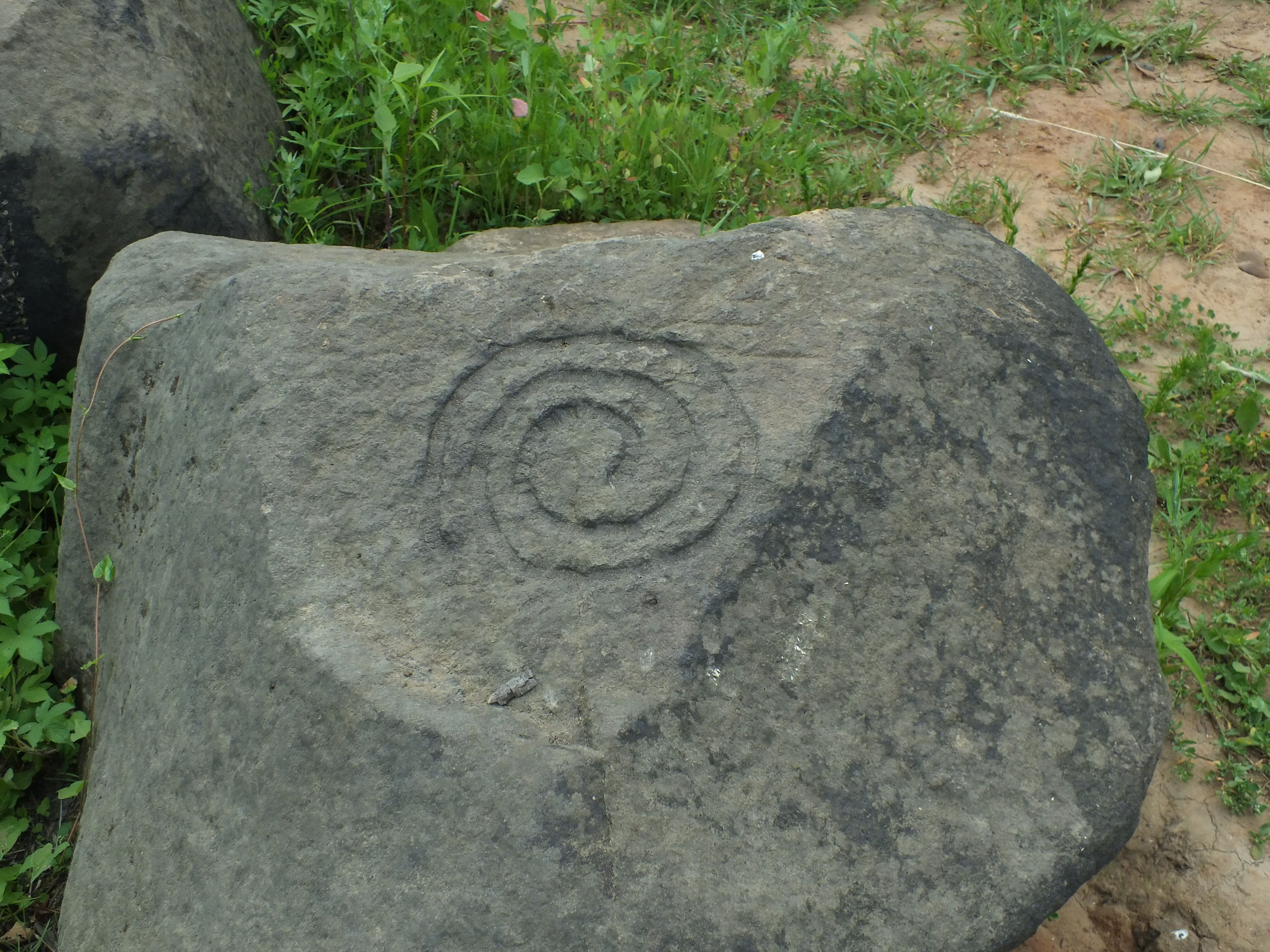
Петроглифы Сикачи-Аляна.
Спираль.

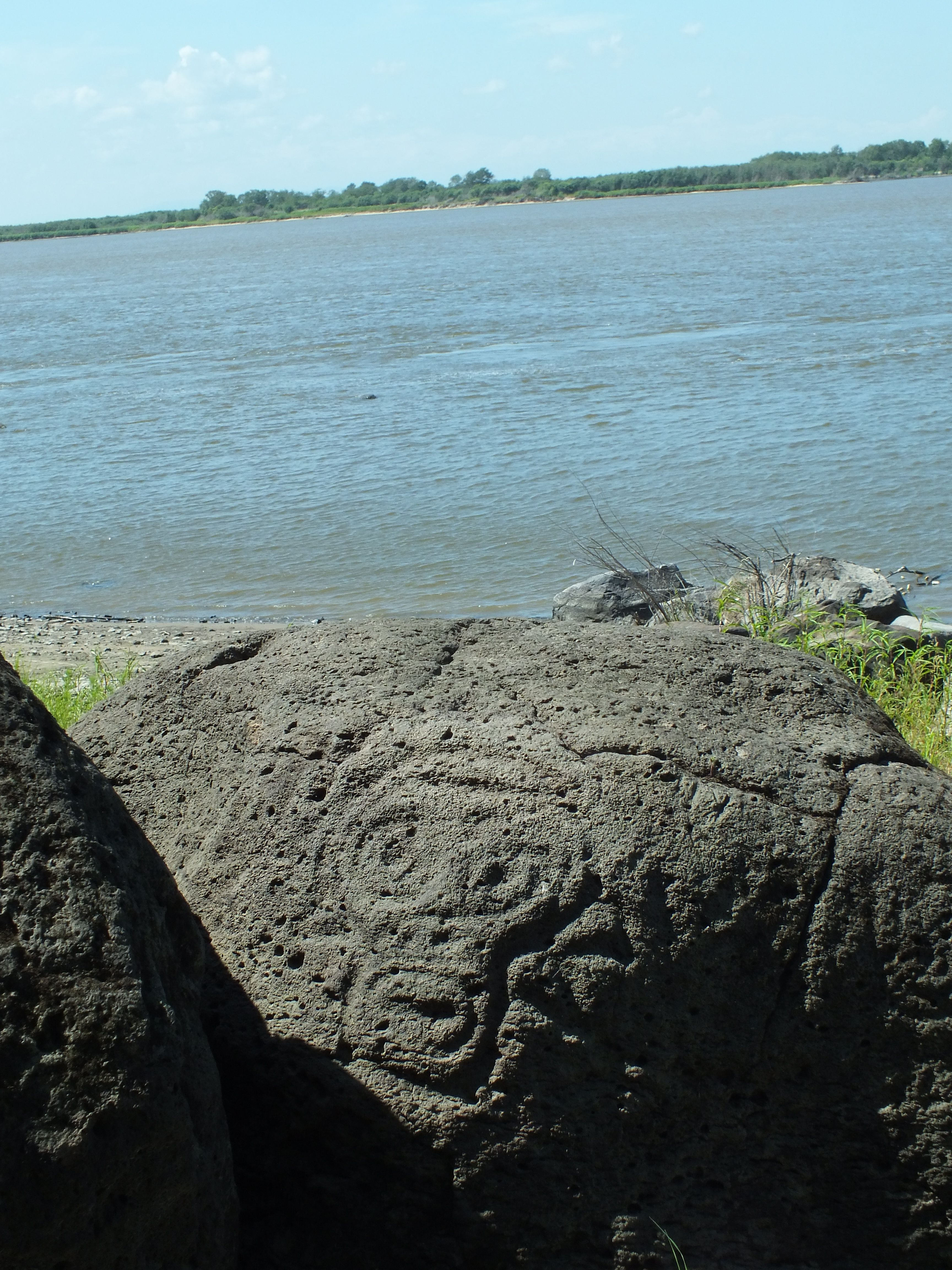
Петроглифы Сикачи-Аляна.
Маска.

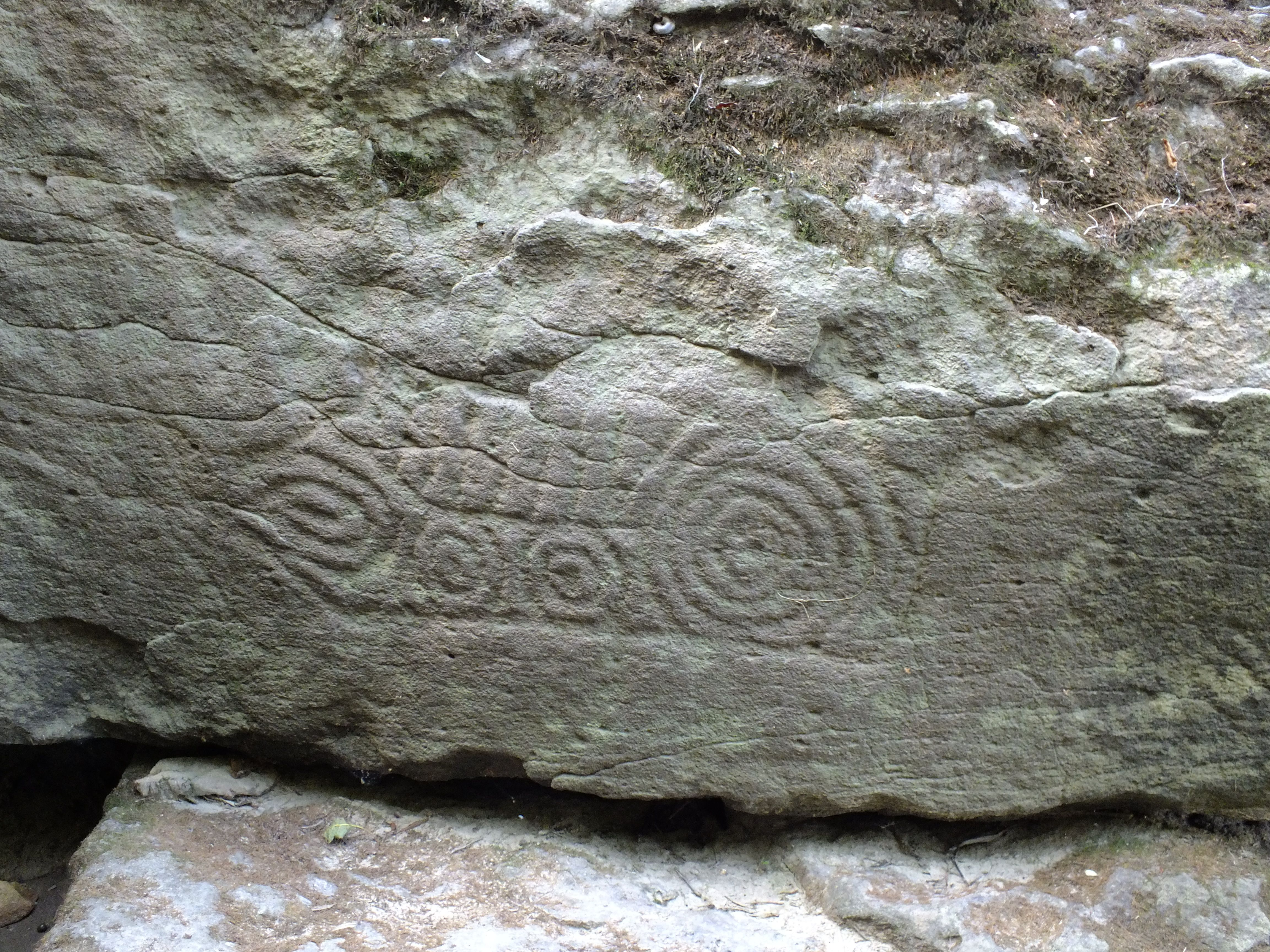
Петроглифы Сикачи-Аляна.
Лодка?

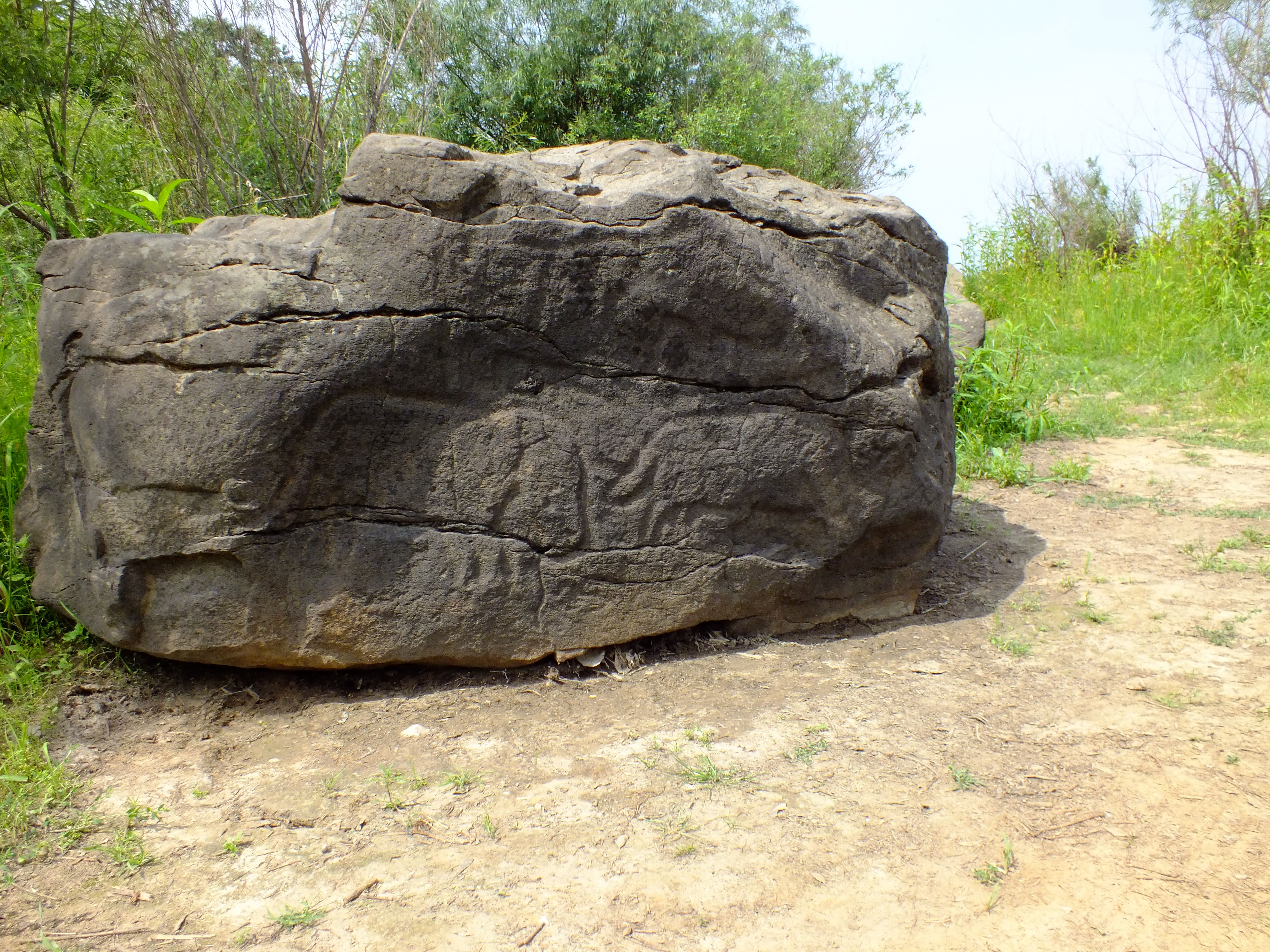
Петроглифы Сикачи-Аляна.
Ледниковая фауна: мамонт и какой-то зверь.

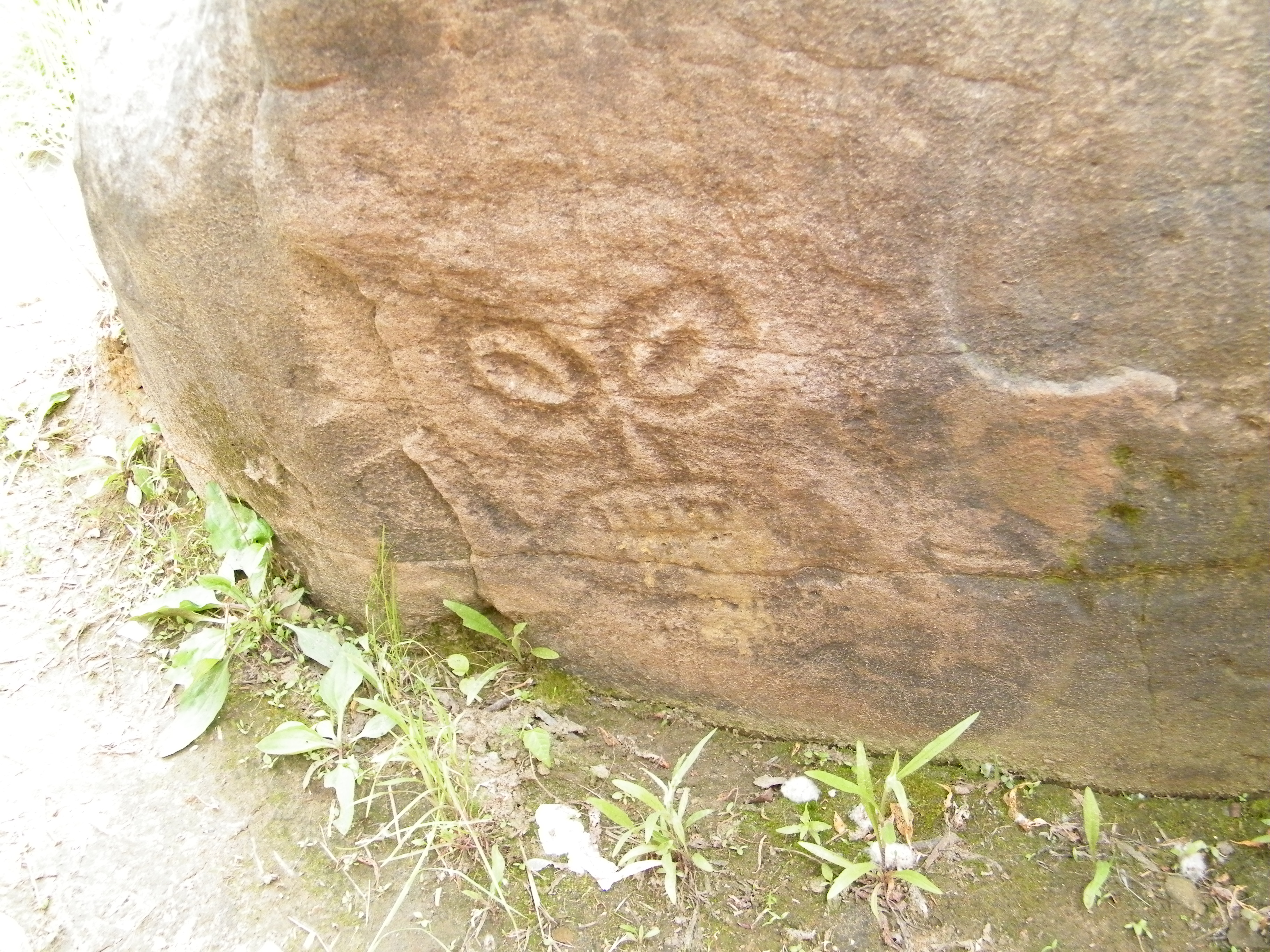
Петроглифы Сикачи-Аляна.
Шаман.

Первобытное искусство Нижнего Приамурья — искусство коренных народов, проживавших в нижнем течении реки Амур, сохранившееся с XII тысячелетия до н. э.

## Характеристика
Территория нижнего течения реки Амур (от Хабаровска до города Николаевск-на-Амуре) в новом каменном веке (от 13 до 4 тысяч лет назад) была охвачена активными историческими процессами.
Здесь достаточно рано, по сравнению с соседями Среднего Амура и Приморья, племена перешли от бродячего к оседлому образу жизни. Они охотились на мамонтовую фауну. Самые поздние мамонты возрастом 13 тыс. лет обнаружены в низовьях Амура. В городе Комсомольске-на-Амуре известно три местонахождения с останками мамонта, по одному из них, обнаруженному на глубине 15 м в песчаной дюне Аварийной сопки возле Амурского судостроительного завода, получена дата — 13 тыс. лет назад. Исчезновение мамонтов в конце плейстоцена — начале раннего голоцена вызвано сложными космическими катаклизмами (потеплением, таянием ледника, тектоническими процессами). Той же причиной вызвана и миграция лососей в реки бассейна Тихого океана, в том числе, в Амур. Таким образом, обитатели Амура, утратив мамонта, получили не менее ценный и обильный пищевой ресурс. Лосось шел на нерест в большом количестве и он был достойной заменой мясной пище. Таким образом, географический фактор и природные события дали начало иному образу жизни древних обитателей. Они переходят к промыслу лосося как основному занятию.
На Амуре рано складывается культура оседлых рыболовов. Остатки котлована самого раннего постоянного жилища в культурном слое возраста 13-11 тыс. лет назад раскопаны в поселении Хумми возле города Комсомольска-на-Амуре. Они научились разными способами сохранять рыбные запасы: сушить и вялить лосося. Но наиболее выгодным и доступным стал способ консервации в рыбьем жире, получаемом из внутренностей лосося. Эта нужда привела к созданию небывалого в природе материала для изготовления посуды — керамики (обожжённой глины). Люди Амура рано стали изготавливать глиняную посуду, обожженную на костре. Она крайне нужна для вытапливания рыбьего жира. Эти прогрессивные достижения сделаны в рамках одной археологической культуры — осиповской — существовавшей 13 — 10 тыс. лет назад.
Благоприятные хозяйственные условия вызвали к жизни социальные перемены: количественное увеличение сообществ рыболовов, усложнение их социальной структуры, формирование новых представлений о мире. Обыденная жизнь оседлого рыболова значительно отличается от хозяйственного ритма бродячего охотника. Последний регламентирует жизнь природными циклами промыслового зверя. Оседлый рыболов Амура строит свою жизнь иначе: главное событие в году — путина, она проходит летом и в начале осени. Это поворотные моменты в его хозяйственном году, им подчинены все остальные занятия. Все другое — ловля белорыбицы, охота в тайге и морской промысел, собирательство таёжное, прибрежное речное и морское — отступают на второй план. В соответствии с новым экономическим механизмом выстраивается иная картина мира, либо к прежним представлениям добавляются новые.
Эту самую сложную часть жизнедеятельности древнего коллектива высвечивают образы художественного творчества. Древний человек творил не для самовыражения, а для отправления необходимых ритуалов. Они были разнообразными. Сведения о них дает этнография, но и древние предметы искусства служат источником выявления основ мировидения древних дальневосточников. Искусство первобытной культуры Нижнего Приамурья разнообразно и оригинально. Здесь ещё в каменном веке выбивали рисунки на поверхности каменных глыб (Сикачи-Алян в Хабаровском районе), на скалах (возле села Шереметьево Вяземского района Хабаровского края, на реке Кия) водораздела Уссури и Амура. В этот период керамическая посуда покрывалась разнообразными орнаментами, в которых скрываются знаки-символы, отражающие коллективные представления о мире. Центральный знак орнамента — спираль. На сосудах прочерчивали спираль как символ змеи. На петроглифах есть изображения фантастического Зме́я-Дракона. И спираль на посуде и образ Дракона (летающего Змея) появились в новом каменном веке. В мифологии коренных жителей Амура, а также айнов есть образ Солнечного Дракона. Он явился на землю посланником Солнца, да не один, а со своей подругой, символизировавшей огонь (возможно, и солнечные лучи). Они выступают демиургами (созидателями) Земли во время всемирного потопа. Образ Змея-Дракона до сего дня не исчез из декоративно-прикладного творчества коренных жителей Амура. Его изображают на предметах, связанных с семьёй и рождением детей. Халат нанайской невесты покрыт чешуей Дракона, в каждой чешуйке вышит его образ. Дракон покрывает её в день свадьбы. Он — оберег сферы семьи и рождения потомства. Изложенное выше доказывает автохтонность культа Змея-Дракона. Это доказывал академик А. П. Окладников и новые данные только подтверждают его доводы.
Не менее удивительна в первобытном искусстве группа мелкой пластики. Её можно разделить на три части: антропоморфные, зооморфные и антропозооморфные объёмные скульптуры или плоские фигурки. Среди антропоморфных наиболее удивительны керамические женские скульптурки. Первую, Кондонскую Нефертити, из них нашли при раскопках древнего поселения Кондон, она остаётся до сих «primus inter pares» (первой среди равных), хотя женские «личины», как их называют в научной литературе, известны практически на всех раскопанных поселениях неолита территории низовьев Амура. У всех личин прослежено морфологическое единство: изображается голова и торс, на нём чуть обозначены груди. Голова всегда изображается уплощённой в верхней части. Что это: головной убор или ритуальная трансформация черепа, неизвестно. Но эта особенность исключительно региональная. Одну скульптурку подобной формы нашли на севере Приморья в культуре эпохи бронзы. И это явно культурное влияние с Амура. 
Среди зооморфных фигурок немало из керамики и камня. Наиболее популярен оказался медведь, он держит первенство по частоте встречаемости в культурном слое поселений неолита. Реже встречаются изображения лосей, кабанов и других животных. Птицы на втором месте по количеству находок после медведя. В основном фигурки из камня, хотя есть и керамические. В преобладающем большинстве эти фигурки были в составе реквизита обрядов, поэтому их часто изготавливали. Представляют интерес антропозооморфные скульптурки, соединяющие мужской знак, женский образ и звериный. Возможно, эти предметы при отправлении ритуала отражали облик звериного первопредка. До настоящего времени в этнографической культуре живут легенды о супружестве женщины племени и медведя либо тигра. Потомки такой семьи дают своему роду неиссякаемую удачливость и в охоте и в рыболовстве. 
Представляет интерес группа украшений из поселений каменного века. Они также имеют свою региональную специфику. Самые ранние украшения относятся к осиповской культуре, найдены в поселении Хумми: это удлинённо-бочонковидные и удлиненно-цилиндрические крупные бусины из мягкого камня алевролита зеленовато-голубого и голубовато-белого оттенков, а также кольцо и дисковидная подвеска из камня нефритоидной породы. В последующие эпохи наиболее востребованными как тип украшений оказались кольца. В период неолита и в малышевской, и в кондонской, и в вознесеновской культурах в значительном количестве находят нефритовые кольца зеленоватого и белого цвета. В эпоху палеометалла и далее вплоть до этнографической культуры именно эти украшения сохраняют наибольшую значимость. Кольцо или диск символизируют Солнце. Нефрит на востоке считают камнем жизни, это общеизвестная истина. Но данные археологии показывают, что кольцо и диск из нефрита на Амуре появились 13 тыс. лет назад. Это даёт основание обозначить начало традиции.
В краткой характеристике первобытной культуры Нижнего Приамурья отмечены региональные особенности развития экономики, культуры первобытного оседлого рыболова каменного века, начало формирования его мировоззрения, которое проявляется в образцах искусства.